# Изображение фаллоса в культуре Бутана
Изображения фаллоса в Бутане являются эзотерическими символами, зарождение которых связывают с буддийским ламой Друкпа Кюнле, жившим в XV—XVI веках, и вошедшим в историю как «сумасшедший святой».
Однако, фаллические символы обычно не изображаются на буддийских храмах и дзонгах.

## История
Друкпа Кюнле принадлежал к знатному роду Гья и учился у многих мастеров. В 25 лет он достиг реализации в духовном развитии и, отказавшись от монашества, отправился в путешествие. Где бы Друкпа ни останавливался, он старался направить людей на путь просветления методами, которые были очень необычными и имели сексуальную направленность. Демонов, встречавшихся на пути, Друкпа бил по голове своим членом, после чего они превращались в добрых духов.
В его честь был построен монастырь Чими-лакханг близ Пунакха, бывшей столицы королевства. В этом монастыре хранятся несколько «фаллосов», привезённых ламой из Тибета, один из которых серебряный. Монастырь является местом паломничества бездетных женщин, верящих в то, что местный лама, ударив их искусственным фаллосом по голове, спасёт их от бесплодия.
Лама Кюнле рисовал фаллосы на стенах домов, убеждая людей, что они будут защищать их от злых духов; а жители королевства до сих пор уверены, что нарисованный на доме фаллос охраняет его от злых духов и приносит удачу.

## Символизм
Убеждение, что символ фаллоса приносит удачу и отгоняет злых духов, так укоренилось в психике населения Бутана, что его изображают на наружных стенах новых домов, и даже на номерных знаках грузовиков. Резные деревянные фаллосы подвешиваются снаружи на крышах новых домов, в четырёх углах.

### Церемония новоселья
Бутанский ритуал новоселья состоит в том, что после возведения нового дома на крышу поднимают корзину, наполненную деревянными фаллосами. Это действие сопровождается церемонией, во время которой мужчины пытаются вытащить корзину на крышу, а женщины препятствуют им. Фаллосы затем развешивают на углах крыши.

## Фотогалерея

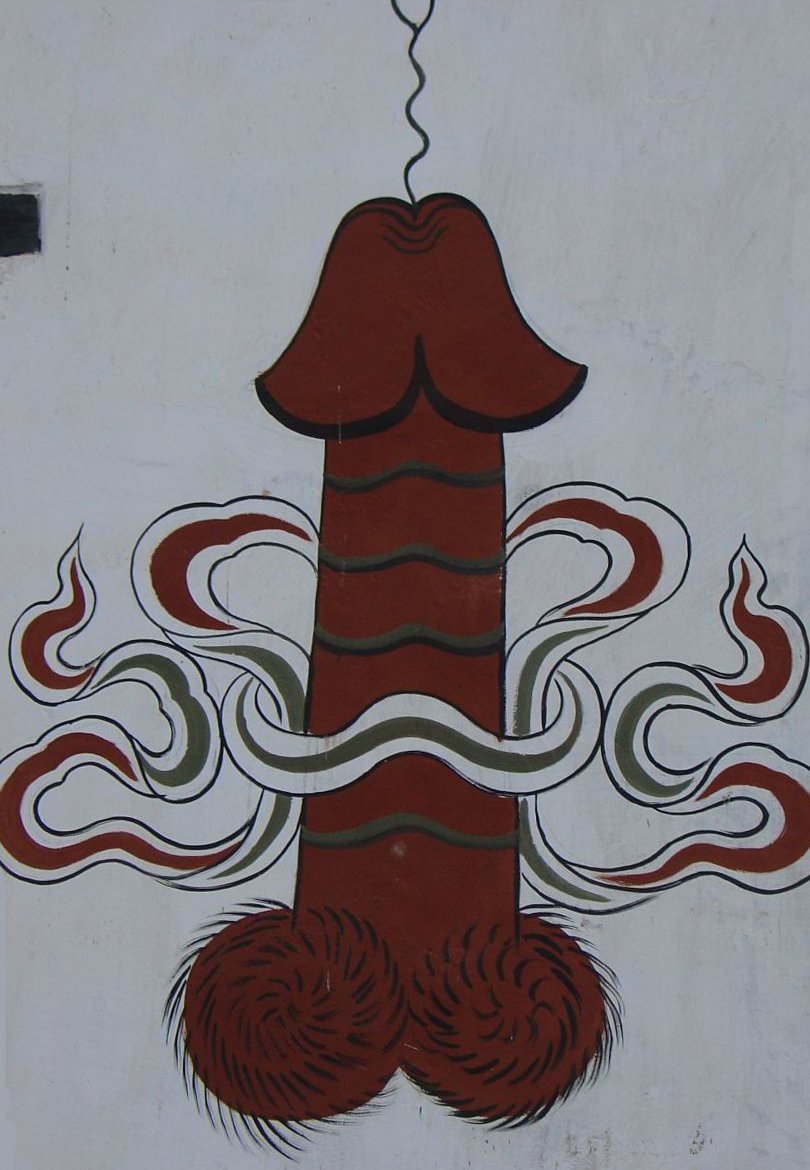
Изображение фаллоса на стене дома
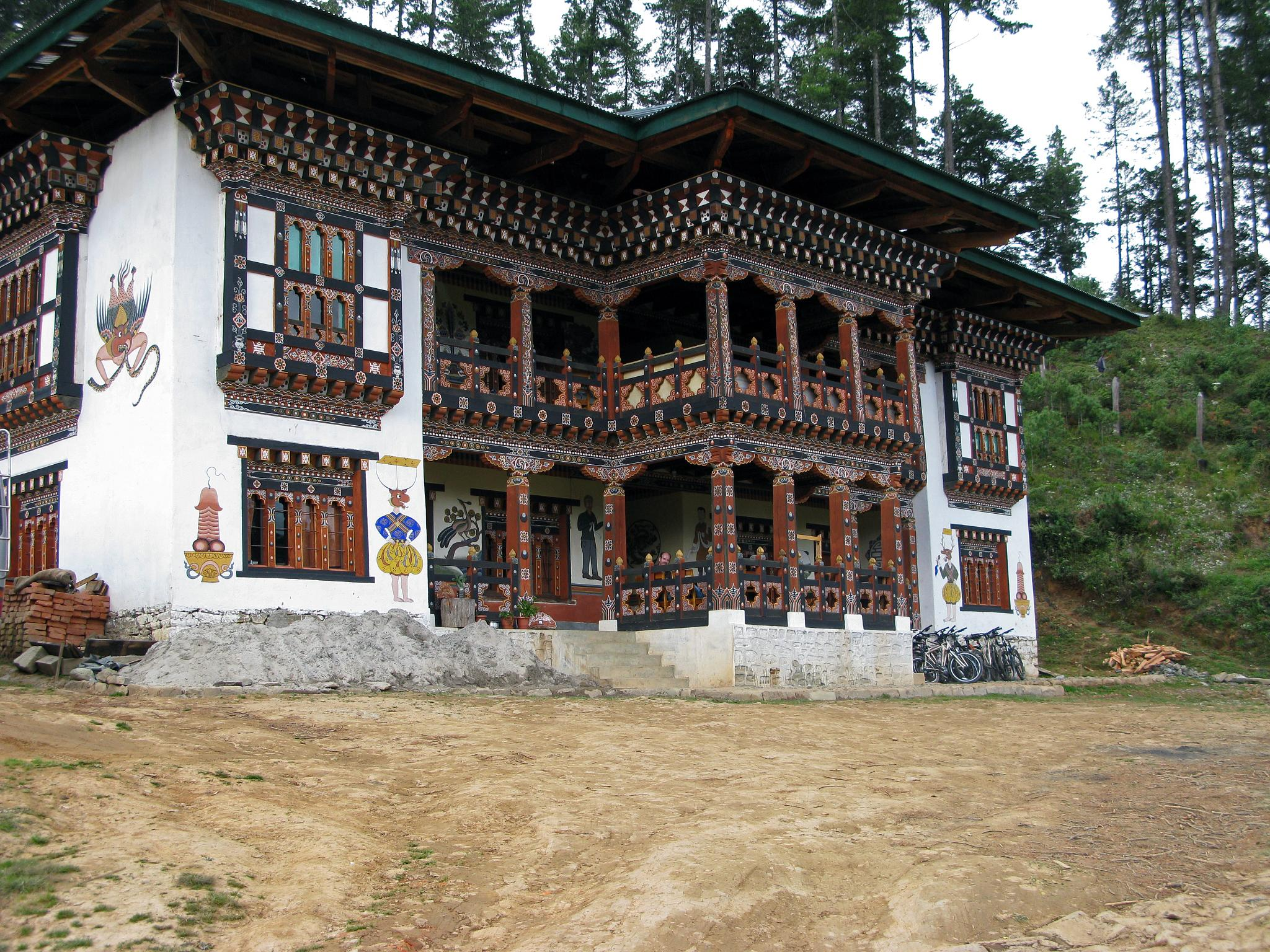
Изображения фаллоса на наружных стенах гостиницы
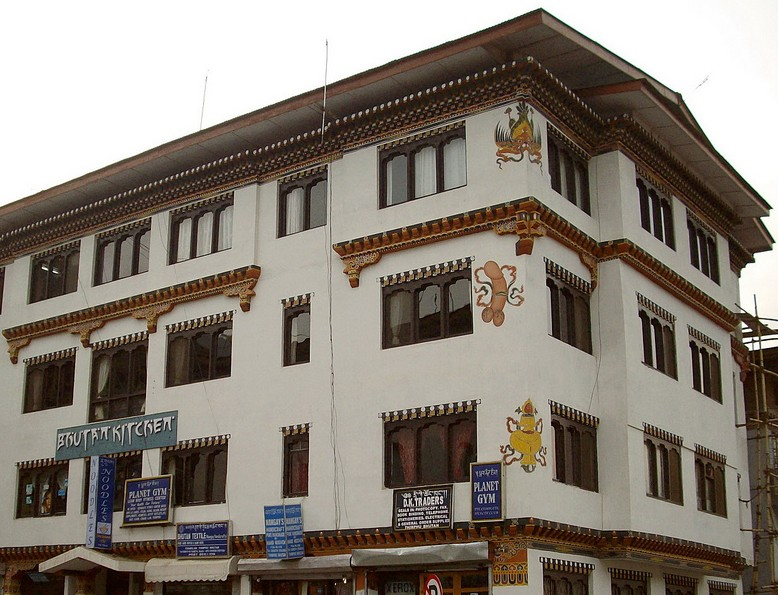
Изображения фаллоса на наружных стенах ресторана Bhutan Kitchen[англ.] в Тхимпху
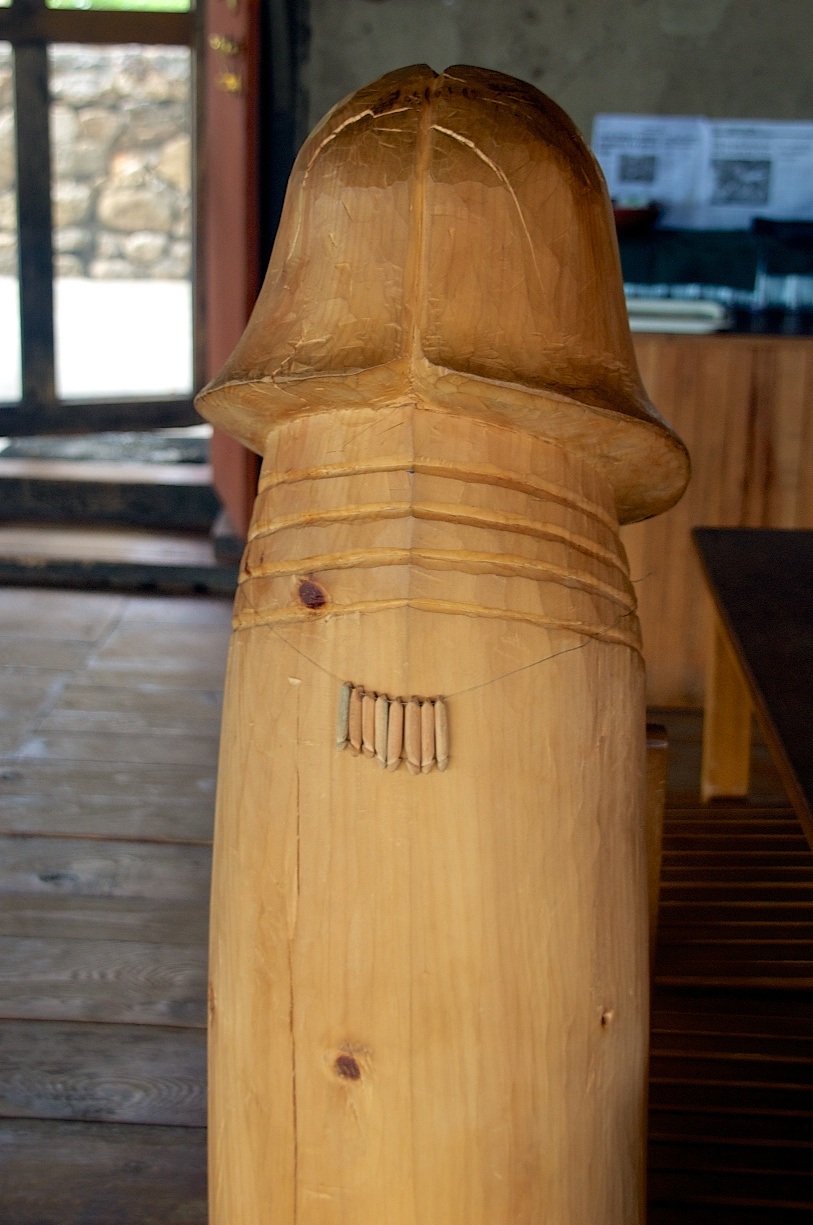
Деревянная скульптура фаллоса в ресторане возле храма